# Thorsten Alsleben
Thorsten W. Alsleben (* 1972) ist ein deutscher Wirtschaftslobbyist und ehemaliger Journalist. Er ist seit April 2023 Geschäftsführer der Lobbyorganisation Initiative Neue Soziale Marktwirtschaft (INSM).

## Leben und Karriere
Thorsten Alsleben absolvierte das erste juristisches Staatsexamen in Bonn. Im Anschluss daran durchlief er ein Volontariat bei der Deutschen Welle und wurde als TV- und Hörfunkredakteur ausgebildet; er war Stipendiat der Journalisten-Akademie der Konrad-Adenauer-Stiftung. Danach war er für das ZDF in Düsseldorf sowie ab 2001 neun Jahre als Hauptstadtkorrespondent mit den Schwerpunkten Wirtschafts- und Finanzpolitik, Arbeitsmarkt sowie CDU/CSU tätig.
Im weiteren Verlauf seiner Karriere arbeitete Alsleben 2009 im Leitungsstab des Bundesministeriums für Arbeit und Soziales als Pressesprecher und war von 2010 bis 2014 als Director Political Relations Hauptstadtrepräsentant der Unternehmens- und Personalberatung Kienbaum. Darüber hinaus war er Kolumnist für das evangelikale Magazin Idea. Alsleben ist im Vorstand der evangelikalen Bildungsorganisation Christburg Campus Berlin.
Von 2014 bis 2023 war das CDU-Mitglied Alsleben Hauptgeschäftsführer der Mittelstands- und Wirtschaftsunion (MIT), einer Wirtschaftsvereinigung der Unionsparteien. Seit April 2023 ist er Geschäftsführer der Initiative Neue Soziale Marktwirtschaft, die als wirtschaftsliberale Lobbyorganisation gilt und von Arbeitgeberverbänden finanziert wird.
Alsleben ist verheiratet und hat drei Kinder.

## Politische Positionierung und Kritik
Alsleben vertritt wirtschaftsliberale Positionen. Die INSM ist insbesondere für ihre wirtschaftspolitischen Kampagnen bekannt, die im Zusammenhang mit Bundestagswahlen und wirtschaftspolitischen Debatten stehen. Kritik an seiner Arbeit kommt unter anderem von Organisationen wie Lobbycontrol, die der INSM vorwerfen, den öffentlichen Diskurs zugunsten wirtschaftlicher Interessen zu beeinflussen.
Der Tagesspiegel kolportierte aus „Wirtschaftskreisen“, Alsleben, der sich als „konservativer Modernisierer“ beschreibt, „sei selbst dem CDU-Vorsitzenden Friedrich Merz zu reaktionär“. Dennoch nimmt er Correctiv zufolge eine „zentrale Rolle in dem Geflecht“ marktliberaler Lobbyisten um Merz ein. Der Tagesspiegel zitiert ein Verbandsmitglied mit den Worten, Alsleben sei aus „evangelikale[m] Holz geschnitzt“.

Im August 2024 stieß er dadurch auf heftige parteiinterne Kritik, dass er einen Beitrag auf X teilte, in dem es heißt: 
„Vögelt mit wem Ihr wollt, wenn Ihr erwachsen seid, lasst Euch abschnippeln oder annähen, was ihr wollt“, aber „geht mir damit nicht auf die Nerven, lasst es Euch nicht von mir bezahlen und vor allem Finger weg von den Kindern.“
 Laut Sönke Siegmann, Vorsitzender des Verbands Lesben und Schwule in der Union, zeige dies, „dass er Hass und Hetze gegen LGBTIQA+ nicht nur toleriert, sondern auch aktiv unterstützt“. Im September 2024 war Alsleben geladener Redner auf der „Berlin Campaign Conference“, die „Mitte-rechts-Kooperationen“ schmieden soll und deren offizieller Partner die Heritage Foundation ist.
Er war zudem der Hauptinitiator des „Wirtschaftswarntages“, bei dem rund 100 Wirtschaftsverbände und Lobbygruppen gemeinsam eine Wirtschaftswende im Sinne der CDU im Vorfeld der Bundestagswahl 2025 forderten. Alsleben sprach sich für eine CDU-geführte Minderheitsregierung aus. Er vertrat die Meinung, dass durch „demokratiegefährdende[s] Gebaren“ von SPD und Grüne eine Regierungsbeteiligung dieser „linken Parteien“ nicht mehr möglich sei.